# ستيفي غو
ستيفي غو (بالإنجليزية: Stevie Gow)‏ هو مدرب كرة قدم ولاعب كرة قدم بريطاني في مركز الدفاع، ولد في 6 ديسمبر 1968 في دمبارتون في المملكة المتحدة. لعب مع نادي دمبرتون.